# Belaazërsk
Belaazërsk (in bielorusso Белаазёрск; in russo Белоозёрск) è una città della Bielorussia, situata nella regione di Brėst.